# Yette Jeandet
Yette Jeandet, née Juliette Saint-Léger, le 12 mars 1911 à  Chambéry et morte le 8 janvier 1999 à Paris 16e, est une écrivaine française. Elle a écrit également avec la romancière Yvonne Girault sous les pseudonymes collectifs de Anne Clairac et Diélette. Elle a principalement écrit des romans sentimentaux, des livres pour la jeunesse et des biographies historiques.

## Biographie
Juliette Saint-Léger est née en 1911. Lors de ses études à la Sorbonne, elle participa au groupe théâtral des Théophiliens de Gustave Cohen. Elle
devint journaliste aux Nouvelles littéraires, où elle tenait une rubrique trimestrielle sur la littérature jeunesse.
Après la Seconde Guerre mondiale, elle créa rue Verneuil à Paris une librairie spécialisée dans la littérature enfantine.
En 1954, elle publia son premier roman, Par-dessus le vieux mur, qui est le seul paru sous son vrai nom. Ses œuvres suivantes furent signées de son pseudonyme Yette Jeandet; celles écrites en collaboration avec Yvonne Girault parurent sous les pseudonymes de Anne Clairac ou Diélette. Parmi ceux-ci, Laurette et la fille  du pharaon reçut en 1956 le Prix du salon de l'enfance.

## Œuvres
(liste non exhaustive)

### Romans sentimentaux
- 1954 : Sylvie et l'inconnu de Caramagne - Éditions Plon, coll. Les sentiers de l'aube, no 7.
- 1955 : La Cité sous le lac - Éditions Bias. Illustrations d'André Michel.
- 1962 : Maisons de papier - Éditions Desclée de Brouwer, collection Belle Humeur.
- 1964 : Et ce sera l'été... - Éditions Spes, coll. Vastes Horizons.

### Biographies historiques
- 1965 : Blanche de Castille : Reine de l'unité française - Éditions Rencontre.
- 1966 : Héloïse : L'amour et l'absolu - Éditions Rencontre (Lausanne), coll. Ces femmes qui ont fait l'histoire (biographie sur Héloïse d'Argenteuil).
- 1970 : Légendes carolingiennes - Éditions Hatier, coll. Légendes des peuples et des héros.
- 1975 : Visages de Paris au Moyen Âge- Éditions Prentice Hall.

### Romans pour la jeunesse
- 1952 : L'Île aux turquoises – Éditions Gautier-Languereau, coll. Bibliothèque de Suzette.
- 1954 : Demoiselle de Marescourt – Éditions Gautier-Languereau, coll. Bibliothèque de Suzette. Illustrations de Manon Iessel.
- 1955 : La Cité sous le Lac, Éditions Bias, coll. « Vastes Horizons », no 2. Illustrations d'André Michel.
- 1956 : Jacquette, mousquetaire du roy – Éditions Gautier-Languereau, coll. Bibliothèque de Suzette.
- 1960 : Le Rendez-vous de la Saint-Sylvestre – Éditions Hachette, coll. Idéal-Bibliothèque no 187. Illustrations d'Albert Chazelle.
- 1962 : Une chanson dans la neige – Hachette, coll. Idéal-Bibliothèque. Illustrations d'Albert Chazelle.
- 1962 : La Belle Isabelle – Éditions Gautier-Languereau, coll. Bibliothèque de Suzette.
- 1963 : L'émeraude de la reine de Pologne - sous le pseudonyme de Anne Clairac, Éditions G.P. Coll. Rouge et Or, série Souveraine.